# شیشی
شیشی (به لاتین: Shishi, Fujian) یک county-level city در جمهوری خلق چین است که در کوانژو واقع شده‌است.

## خصوصیات
شیشی ۳۱۳٬۵۰۰ نفر جمعیت دارد.

## خواهرخوانده
شهر Naga خواهرخواندهٔ شیشی هست.